# Autostrada A26/A7
Die Autostrada A26/A7 (italienisch für ‚Autobahn A26/A7‘), auch Diramazione Predosa-Bettole genannt, ist ein Autobahnabzweig, der die Autostrada A26 bei Predosa mit der Autostrada A7 bei Bettole di Tortona verbindet. Der Autobahnabzweig ist 17 km lang und ist vierspurig mit Seitenstreifen ausgebaut.
Das Decreto Legislativo  29.10  1999 n. 461 hat diesen Abschnitt als Autobahnverzweigung A26/A7 klassifiziert.
Eine weitere Bezeichnung ist D26.
Die Autobahn wird von der italienischen Autobahngesellschaft Autostrade per l’Italia verwaltet.